# Bullia rhodostoma
Espèce
Synonymes
- Bullia (Bullia) rhodostoma Reeve, 1847[1]

Bullia rhodostoma est une espèce d'escargot de mer d'Afrique du Sud appartenant à la famille des nassaridés.

## Description
La longueur de sa coquille varie entre 25 et 50 mm.

## Distribution
Cette espèce vit sur les côtes d'Afrique du Sud.